# Chiesa di San Martino Vescovo (Solignano)
La chiesa di San Martino vescovo è un luogo di culto cattolico dalle forme neoclassiche e moderniste, situato nel piccolo borgo di Specchio, frazione di Solignano, in provincia e diocesi di Parma; è sede di una parrocchia compresa nella zona pastorale della Pedemontana.

## Storia
Il luogo di culto originario fu costruito in epoca medievale; la più antica testimonianza della sua esistenza risale al 1176, quando la giurisdizione sulla cappella fu contesa tra il vescovo di Parma Bernardo degli Uberti e il vescovo di Piacenza Tedaldo; la sentenza, favorevole a quest'ultimo, fu emessa dal vescovo di Brescia Giovanni Griffi e confermata dal papa Alessandro III.
Scarsissime sono le informazioni successive sulla storia dell'edificio, completamente ristrutturato a più riprese; intorno alla metà del XX secolo la vicina canonica fu demolita e ricostruita in forme contemporanee, realizzando anche un ponticello di collegamento col sagrato della chiesa.
Nel 2001 il luogo di culto fu risistemato nelle coperture.
Il 14 gennaio del 2003 la Congregazione per i vescovi decretò l'annessione del luogo di culto alla diocesi di Parma.

## Descrizione

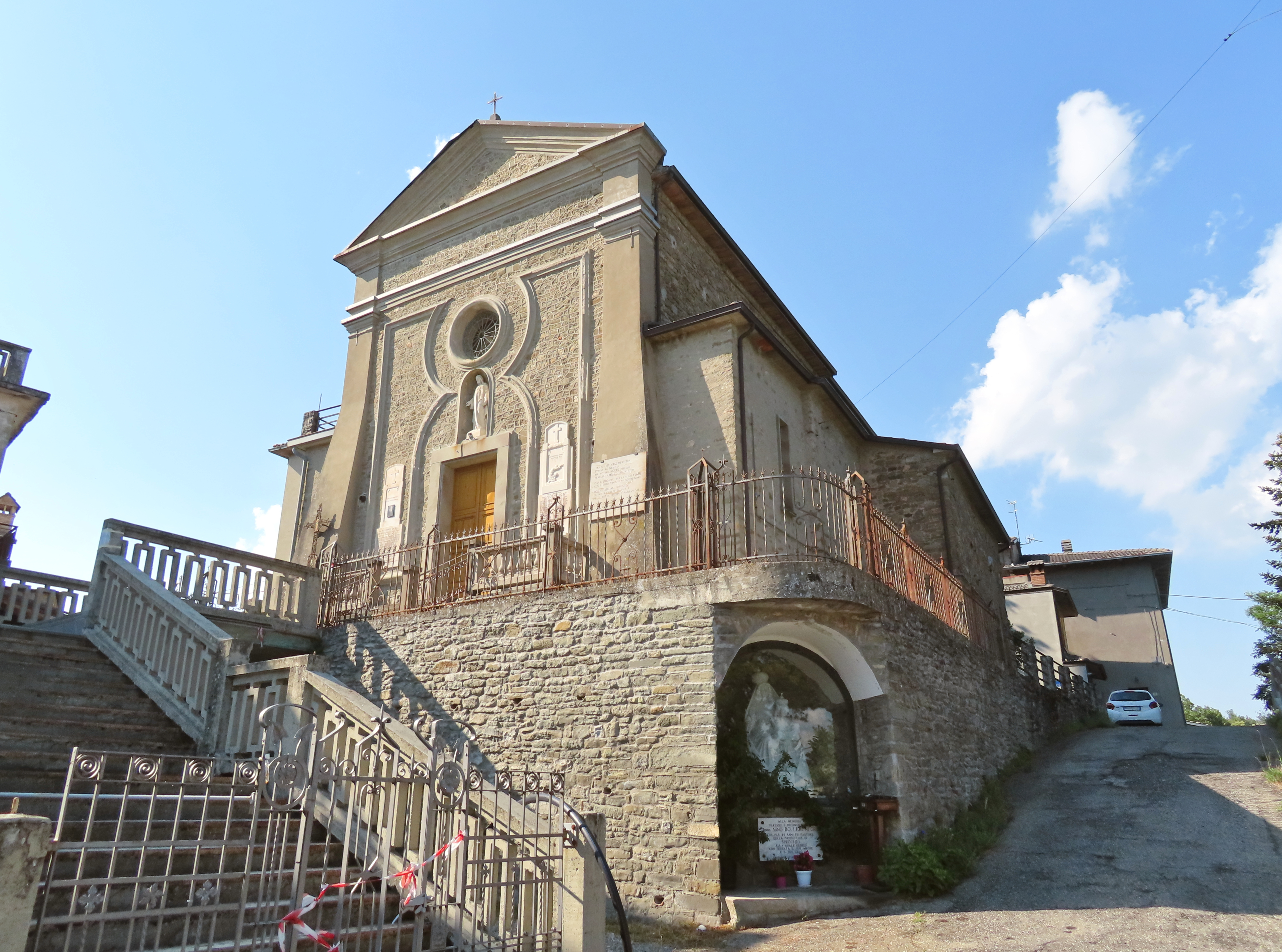
Facciata e lato est

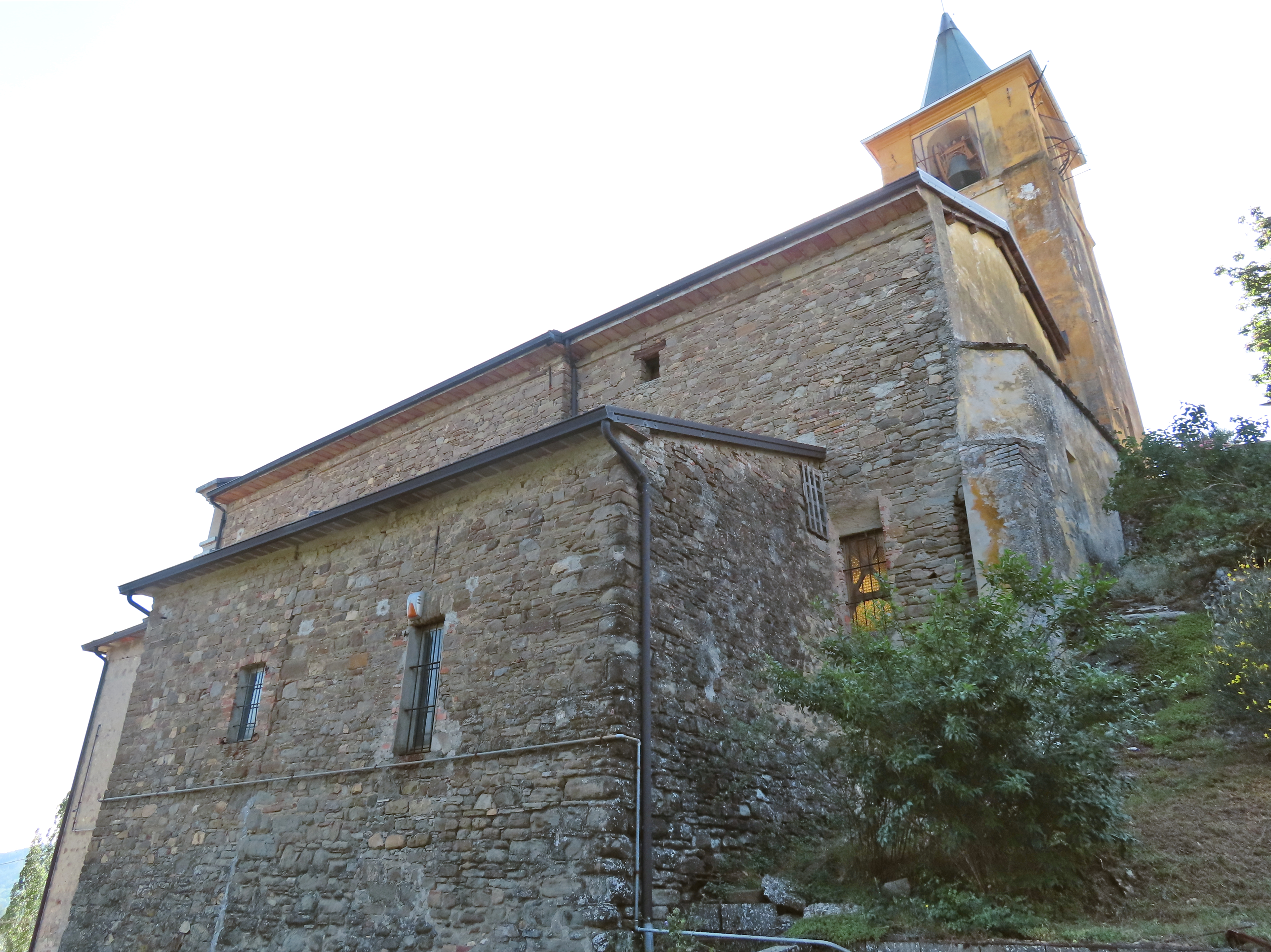
Lato est

La chiesa si sviluppa su un impianto a tre navate, con ingresso a sud e presbiterio a nord.
La simmetrica facciata a capanna, rivestita in pietra, è preceduta da un piccolo sagrato raggiungibile salendo una scalinata; alle estremità si ergono lungo gli spigoli a scarpa due massicce lesene intonacate, coronate da capitelli dorici; al centro è collocato l'ampio portale d'ingresso, delimitato da una cornice e sormontato da una piccola nicchia ad arco a tutto sesto, contenente una statuetta in gesso raffigurante Gesù Cristo; più in alto si apre un rosone con cornice modanata; ai lati si stagliano due decorazioni mistilinee in rilievo in calcestruzzo e laterizio, al cui interno sono poste due lapidi commemorative in marmo; a coronamento si eleva un frontone triangolare, con cornice in aggetto.
Dai fianchi aggettano i più bassi volumi delle navate laterali; al termine del lato sinistro si erge il campanile intonacato; la cella campanaria si affaccia sulle quattro fronti attraverso ampie monofore ad arco a tutto sesto; in sommità si eleva, oltre il cornicione in aggetto, un'aguzza guglia a base ottagonale.
All'interno l'alta navata centrale, coperta da una volta a botte lunettata riccamente affrescata, è scandita dalle basse navatelle, chiuse superiormente da volte a botte, attraverso una serie di arcate a tutto sesto, rette da pilastri; questi ultimi sono ornati con lesene doriche decorate con dipinti, a sostegno del cornicione perimetrale modanato.
Il presbiterio, lievemente sopraelevato, è preceduto dall'ampio arco trionfale, retto da paraste doriche; l'ambiente, coperto da una volta a botte lunettata riccamente affrescata, accoglie l'altare maggiore in legno scolpito, aggiunto tra il 1970 e il 1980; sul fondo è collocata, all'interno di un'ancona lignea, la pala raffigurante San Martino, donata dai conti Rugarli.
La chiesa accoglie varie opere di pregio, tra cui alcuni dipinti settecenteschi e una croce realizzata nel 1579 dagli orafi tedeschi Schimdt in argento e rame. Non si conservano invece tracce di un olio raffigurante San Giacomo che risultava presente nell'edificio nel XIX secolo, attribuito da alcuni studiosi al Parmigianino; fu forse perduto nel 1905 in seguito alla sua esposizione in una mostra a Roma.